# CPUID
CPUID (CPU Identification) — асемблерна мнемоніка інструкції процесорів x86, використовується для отримання інформації про процесор. Використовуючи її, програма може визначити тип процесора і його можливості (наприклад, можна визначити, які розширення набору інструкцій підтримуються).
Інструкція CPUID вперше з'явилася в процесорах Intel 80486. Потім вона була включена усіма процесорами, починаючи з Intel 486DX/SX/DX2 SL, AMD 486DX4, Cyrix 6x86 (M1), UMC U5S.
Код операції: 0F A2.

## Перевірка підтримки інструкції CPUID процесором
Так як інструкція CPUID була відсутня в перших процесорах архітектури x86, перед її використанням слід упевнитися, що процесор її підтримує. Для цього проводиться спроба змінити біт 21 (ID) регістра EFLAGS. Якщо біт успішно поміняється, то інструкція CPUID доступна.
Асемблерний код для перевірки:
```
pushfd
           
; EFLAGS розміщення регістра в стеку

pop
 
eax
          
; EFLAGS витяг значення в EAX

mov
 
ebx
,
 
eax
     
; збереження значення в EBX

xor
 
eax
,
 
200000
h
 
; зміна 21-го біта

push
 
eax
         
; розміщення нового значення в стеку

popfd
            
; збереження нового значення в EFLAGS

pushfd
           
; EFLAGS знову розміщення в стеку

pop
 
eax
          
; значення EFLAGS тепер в EAX

and
 
eax
,
 
200000
h
 
; занулення всіх бітів в EAX окрім 21-го біта

and
 
ebx
,
 
200000
h
 
; занулення всіх бітів в EBX окрім 21-го біта

xor
 
eax
,
 
ebx
     
; перевірка 21-го біта

je
 
no_cpuid
      
; якщо він не змінився, то CPUID не дозволені

```

Даний приклад використовує 32-бітові інструкції, тому якщо процесор знаходиться в 16-розрядному режимі, рекомендується спочатку перевірити, чи підтримує процесор такі інструкції (тобто чи працює код на процесорі 80386 або новіше).

## Використання
Інструкція CPUID по вмісту регістра EAX визначає, якого роду інформацію про процесор необхідно повернути. Перший раз її слід викликати зі значенням EAX = 0. При цьому буде повернуто максимально допустиме значення параметра інструкції, підтримуване даним процесором.
Для того, щоб отримати інформацію про додаткові функції, наявних в процесорах, в регістрі EAX перед викликом CPUID повинен бути встановлений біт 31. Наприклад, щоб визначити максимально допустиме значення параметра для додаткових функцій, необхідно виконати CPUID із значенням EAX = 80000000h.
При EAX = 0 процесор повертає ідентифікатор виробника процесора (англ. Vendor ID) у вигляді 12 символів ASCII в регістрах EBX, EDX, ECX (саме в такому порядку). У регістрі EAX повертається максимально допустиме значення EAX при виклику CPUID.
Деякі ідентифікатори виробників процесорів:
| ASCII-рядок  | HEX-значення EBX:EDX:ECX   | Виробник               |
| ------------ | -------------------------- | ---------------------- |
| GenuineIntel | 756E6547:49656E69:6C65746E | Intel                  |
| AuthenticAMD | 68747541:69746E65:444D4163 | AMD                    |
| CyrixInstead | 69727943:736E4978:64616574 | Cyrix                  |
| CentaurHauls | 746E6543:48727561:736C7561 | Centaur                |
| SiS SiS SiS  | 20536953:20536953:20536953 | SiS                    |
| NexGenDriven | 4778654E:72446E65:6E657669 | NexGen                 |
| GenuineTMx86 | 756E6547:54656E69:3638784D | Transmeta              |
| RiseRiseRise | 65736952:65736952:65736952 | Rise                   |
| UMC UMC UMC  | 20434D55:20434D55:20434D55 | UMC                    |
| Geode by NSC | 646F6547:79622065:43534E20 | National Semiconductor |

## Особливості
У процесорах Intel 64 дана інструкція очищує верхню половину 64-розрядних регістрів RAX, RBX, RCX і RDX у всіх режимах роботи.